# Каменская и Царичанская епархия
Каменска́я и Царичанская епархия — епархия Украинской православной церкви, объединяет приходы и монастырь на территории г. Каменского, а также Верхнеднепровского, Криничанского, Магдалиновского, Петриковского, Солонянского и Царичанского районов.

## История
Учреждена Решением Священного Синода Украинской Православной Церкви от 23 декабря 2010 года как Днепродзержинская епархия. В состав новой епархии отошли: город Днепродзержинск (ныне Каменское), Верхнеднепровского, Криничанского и Солонянского районов из Криворожской епархии, а также Магдалиновский, Петриковский и Царичанский районы из Днепропетровской епархии. Правящему архиерею Днепродзержинской епархии согласно решению присвоен титул «Днепродзержинский и Царичанский». Управляющим Днепродзержинской епархией Священный Синод УПЦ назначил епископа Ровеньковского Владимира (Орачёва), викария Луганской епархии, освободив его от прежней должности.
20 июля 2016 года решением Священного Синода Украинской православной церкви епархия была переименована в Каменскую и Царичанскую